# اسلام‌آباد (ارزوئیه)
اسلام‌آباد روستایی در دهستان ارزوئیه بخش مرکزی شهرستان ارزوئیه استان کرمان ایران است.

## جمعیت
بر پایه سرشماری عمومی نفوس و مسکن در سال ۱۳۹۵ جمعیت این مکان ۱۳۱ نفر (۴۴ خانوار) بوده‌است.